# Fußball-Europameisterschaft 1992/Statistik
Dieser Artikel gibt einen Überblick über die Rekorde und Statistiken zur Fußball-Europameisterschaft 1992.

## Abschlusstabelle EM 1992
| Rang | Mannschaft  | Spiele | Siege | Unentschieden | Niederlagen | Tore | Tordifferenz | Punkte |
| ---- | ----------- | ------ | ----- | ------------- | ----------- | ---- | ------------ | ------ |
| 1    | Dänemark    | 5      | 2     | 2             | 1           | 6:4  | +2           | 6:4    |
| 2    | Deutschland | 5      | 2     | 1             | 2           | 7:8  | −1           | 5:5    |
| 3    | Niederlande | 4      | 2     | 2             | 0           | 6:3  | +3           | 6:2    |
| 4    | Schweden    | 4      | 2     | 1             | 1           | 6:5  | +1           | 5:3    |
| 5    | Schottland  | 3      | 1     | 0             | 2           | 3:3  | ±0           | 2:4    |
| 6    | Frankreich  | 3      | 0     | 2             | 1           | 2:3  | −1           | 2:4    |
| 7    | England     | 3      | 0     | 2             | 1           | 1:2  | −1           | 2:4    |
| 8    | GUS         | 3      | 0     | 2             | 1           | 1:4  | −3           | 2:4    |

Anmerkung: Entscheidend für die Reihenfolge ist die erreichte Runde (Sieger, Finalist, Halbfinale, Gruppenphase).

## Spieler
- Ältester Spieler: Henry Smith (Schottland) mit 36 Jahren und 100 Tagen  (kein Einsatz)
- Ältester eingesetzter Spieler: Hans van Breukelen (Niederlande) mit 35 Jahren und 262 Tagen (4 Einsätze)
- Jüngster Spieler: Christian Wörns (Deutschland) mit 20 Jahren und 33 Tagen (kein Einsatz)
- Jüngster eingesetzter Spieler: Duncan Ferguson (Schottland) mit 20 Jahren und 168 Tagen (1 Einsatz)

## Torschützen
- Erster Torschütze: Jan Eriksson (Schweden) im Eröffnungsspiel gegen Frankreich
- Jüngster Torschütze: Tomas Brolin (Schweden) mit 22 Jahren und 198 Tagen
- Ältester Torschütze: Frank Rijkaard (Niederlande) mit 29 Jahren und 266 Tagen
- Schnellste Torschützen: David Platt (England) und Frank Rijkaard in der 4. Minute der Gruppenspiele gegen Schweden bzw. Deutschland
- Kim Vilfort (Dänemark) erzielte mit dem Tor zum 2:0-Endstand im Finale gegen Deutschland das 200. EM-Tor

## Torschützenliste
| Rang | Spieler           | Tore |
| ---- | ----------------- | ---- |
| 1    | Dennis Bergkamp   | 3    |
| 1    | Tomas Brolin      | 3    |
| 1    | Henrik Larsen     | 3    |
| 1    | Karl-Heinz Riedle | 3    |
| 5    | Thomas Häßler     | 2    |
| 5    | Frank Rijkaard    | 2    |
| 5    | Jan Eriksson      | 2    |
| 5    | Jean-Pierre Papin | 2    |

| Rang | Spieler          | Tore |
| ---- | ---------------- | ---- |
| 9    | Kennet Andersson | 1    |
| 9    | Igor Dobrowolski | 1    |
| 9    | Stefan Effenberg | 1    |
| 9    | Lars Elstrup     | 1    |
| 9    | John Jensen      | 1    |
| 9    | Jürgen Klinsmann | 1    |
| 9    | Gary McAllister  | 1    |
| 9    | Brian McClair    | 1    |
| 9    | Paul McStay      | 1    |
| 9    | David Platt      | 1    |
| 9    | Kim Vilfort      | 1    |
| 9    | Rob Witschge     | 1    |

Torschützenkönig des gesamten Wettbewerbs wurde der Franzose Jean-Pierre Papin mit 11 Toren.

## Trainer
- Jüngster Trainer: Michel Platini (Frankreich) mit 36 Jahren und 355 Tagen
- Ältester Trainer: Rinus Michels (Niederlande) mit 64 Jahren und 134 Tagen

## Qualifikation
Alle 35 damaligen Mitgliedsverbände, darunter erstmals San Marino und die Färöer, wollten an der EM teilnehmen. Die DDR und die Bundesrepublik Deutschland wurden erstmals für eine Qualifikation in eine Gruppe gelost. Nach der Wiedervereinigung wurde die Mannschaft der DDR aber zurückgezogen. Einige Spieler der vorherigen DDR-Nationalmannschaft spielten nun für das wiedervereinigte Deutschland. Da Schweden als Gastgeber automatisch qualifiziert war, standen für die übrigen 33 UEFA-Mitglieder noch sieben Plätze zur Verfügung, um die in fünf Fünfer- und zwei Vierer-Gruppen gespielt wurde. Lediglich die Gruppensieger waren qualifiziert, Von den vorherigen Europameistern konnten sich Deutschland, Frankreich, Titelverteidiger Niederlande und die UdSSR qualifizieren. Italien und die Tschechoslowakei scheiterten als Gruppenzweite, Spanien als Gruppendritter. Von den Teilnehmern der letzten EM scheiterte neben Spanien noch eigentlich Dänemark (als Gruppenzweiter hinter Jugoslawien) sowie Irland (als Gruppenzweiter hinter England) aufgrund eines torlosen Remis gegen Polen. Frankreich konnte als einzige Mannschaft alle Spiele gewinnen. Luxemburg (6) San Marino (8), die Türkei (6) und Zypern (8) verloren alle Spiele. Jugoslawien schoss die meisten Tore (34), wurde aber als erste Mannschaft aus politischen Gründen kurz vor dem Start der Endrunde ausgeschlossen und durch Dänemark ersetzt. Bester Torschütze der Qualifikation war Darko Pančev (Jugoslawien) mit 10 Toren. Erstmals konnte sich Schottland qualifizieren. Zudem nahm Schweden erstmals teil, womit die Schweden die erste Mannschaft waren, die sich bei der Erstteilnahme nicht sportlich qualifizieren mussten.

## Fortlaufende Rangliste
| Rang | Mannschaft          | Teilnahmen | Spiele | Siege | Unentschieden | Niederlagen | Tore  | Tordifferenz | Punkte |
| ---- | ------------------- | ---------- | ------ | ----- | ------------- | ----------- | ----- | ------------ | ------ |
| 01   | Deutschland (=)     | 6          | 20     | 11    | 5             | 4           | 32:21 | +11          | 27:13  |
| 02   | Niederlande ↑2      | 4          | 14     | 8     | 3             | 3           | 22:15 | +7           | 19:9   |
| 03   | Sowjetunion/ ↓1     | 6          | 16     | 7     | 4             | 5           | 18:16 | +2           | 18:14  |
| 04   | Italien ↓1          | 3          | 11     | 4     | 6             | 1           | 9:5   | +4           | 14:8   |
| 05   | Frankreich ↑1       | 3          | 10     | 5     | 2             | 3           | 20:14 | +6           | 12:8   |
| 06   | Spanien ↓1          | 4          | 13     | 4     | 4             | 5           | 13:16 | −3           | 12:14  |
| 07   | Dänemark ↑3         | 4          | 14     | 4     | 3             | 7           | 18:21 | −3           | 11:17  |
| 08   | Tschechoslowakei ↓1 | 3          | 8      | 3     | 3             | 2           | 12:10 | +2           | 9:7    |
| 09   | Belgien ↓1          | 3          | 9      | 3     | 2             | 4           | 11:15 | −4           | 8:10   |
| 10   | England ↓1          | 4          | 11     | 2     | 3             | 6           | 8:13  | −5           | 7:15   |
| 11   | Schweden (N)        | 1          | 4      | 2     | 1             | 1           | 6:5   | +1           | 5:3    |
| 12   | Jugoslawien ↓1      | 4          | 10     | 2     | 1             | 7           | 14:26 | −12          | 5:15   |
| 13   | Portugal ↓1         | 1          | 4      | 1     | 2             | 1           | 4:4   | ±0           | 4:4    |
| 14   | Irland ↓1           | 1          | 3      | 1     | 1             | 1           | 2:2   | ±0           | 3:3    |
| 15   | Schottland (N)      | 1          | 3      | 1     | 0             | 2           | 3:3   | ±0           | 2:4    |
| 16   | Ungarn ↓2           | 2          | 4      | 1     | 0             | 3           | 5:6   | −1           | 2:6    |
| 17   | Rumänien ↓2         | 1          | 3      | 0     | 1             | 2           | 2:4   | −2           | 1:5    |
| 18   | Griechenland ↓2     | 1          | 3      | 0     | 1             | 2           | 1:4   | −4           | 1:5    |

Anmerkungen: Kursiv gesetzte Mannschaften waren 1992 nicht dabei, fett gesetzte Mannschaft gewann das Turnier. Das 1968 durch Losentscheid entschiedene Halbfinale zwischen Italien und der UdSSR wird in dieser Tabelle als Remis gewertet – ebenso alle in Elfmeterschießen entschiedene Spiele.

## Besonderheiten
- Letztmals wurde die Endrunde mit acht Mannschaften ausgetragen.
- Erstmals standen zwei Gruppenzweite im Finale.
- Mit Dänemark wurde erstmals eine Mannschaft Europameister, die weder als Gastgeber automatisch noch sportlich qualifiziert war, sondern durch Ausschluss der qualifizierten Jugoslawen am Turnier teilnehmen konnte.